# أريغارون جامايكي
أريغارون جامايكي (الاسم العلمي: Erigeron jamaicensis) هو نوع من النباتات يتبع جنس الأريغارون من الفصيلة النجمية.